# Queen + Adam Lambert Live Around The World
Queen + Adam Lambert Live Around The World – kompilacja z występów zespołu Queen + Adam Lambert, wydana 2 października 2020 roku. Album muzyczny wydany został w formatach CD, DVD, Blu-Ray. Ma również zostać wydana seria płyt winylowych.
Albumowi towarzyszyć będą wszelakie gadżety m.in.: koszulka, plakat oraz replika skóry na bęben „Jolly Roger”. Perkusista zespołu Roger Taylor wspomina, że zespół dotychczas nie przesłuchał wszystkich nagrań z koncertów.
Adam Lambert – wokalista zespołu, dodał: 
„Kiedy okazało się, że w tym roku nie będziemy mogli koncertować, chcieliśmy dać fanom coś w zamian, i taki album wydał nam się do tego odpowiedni. To pierwszy raz, kiedy przygotowywaliśmy razem album, a wybieranie naszych faworytów z całego dostępnego materiału z ostatnich siedmiu lat dało nam wiele radości.”